# Liste der Bodendenkmale in Neustadt am Rübenberge
In der Liste der Bodendenkmale in Neustadt am Rübenberge sind die Bodendenkmale der niedersächsischen Gemeinde Neustadt am Rübenberge aufgeführt. Die Quelle ist der Denkmalatlas Niedersachsen. 

Neustadt am Rübenberge in der Region Hannover

Der Stand der Liste ist der 19. Januar 2025.

## Allgemein
In den Spalten finden sich folgende Informationen des Bodendenkmales:
| Lage         | geographische Koordinaten                                                           |
| Bezeichnung  | Bezeichnung lt. Denkmalatlas                                                        |
| Beschreibung | Beschreibung lt. Denkmalatlas                                                       |
| ID           | Objekt-ID                                                                           |
| Bild         | Bild, ggf. zusätzlich mit Link zu weiteren Fotos im Medienarchiv Wikimedia Commons. |

## Amedorf
| Lage                       | Bezeichnung          | Beschreibung | ID       | Bild |
| -------------------------- | -------------------- | --- | -------- | ---- |
| 52° 35′ 51″ N, 9° 32′ 6″ O | Amedorf 7, Grabhügel | Durchmesser ca. 20 m und Höhe ca. 1 m, Im NW von Wiese angeschnitten, dort gut abgesetzt. Sonst schwach abgesetzt. im NW-Teil fanden sich 1988 hochgepflügte Scherben und Leichenbrand. | 28950701 | BW   |

## Bevensen
| Lage                        | Bezeichnung           | Beschreibung | ID       | Bild |
| --------------------------- | --------------------- | --- | -------- | ---- |
| 52° 38′ 13″ N, 9° 27′ 56″ O | Bevensen 2, Grabhügel | Durchmesser ca. 10 m und Höhe ca. 1,5 m, Rest. Vor 1932 von allen Seiten abgegraben. Vor 1932 beim Sandgraben 3 (?) Urnen freigelegt. | 33798597 | BW   |

## Bordenau

### Bordenau 1
- ID:28967630
- Grabhügelfeld.

| Lage                        | Bezeichnung | Beschreibung                                                          | ID       | Bild |
| --------------------------- | ----------- | --------------------------------------------------------------------- | -------- | ---- |
| 52° 26′ 53″ N, 9° 29′ 54″ O | Bordenau 1  | Durchmesser ca. 14 m und Höhe ca. 1 m. Kuppe verflacht.               | 28950941 | BW   |
| 52° 26′ 52″ N, 9° 29′ 55″ O | Bordenau 2  | Durchmesser ca. 14 m und Höhe ca. 1 m. Kuppe verflacht.               | 28967627 | BW   |
| 52° 26′ 53″ N, 9° 29′ 57″ O | Bordenau 3  | Durchmesser ca. 13 m und Höhe ca. 0,6 m. Durch Sandabfuhr beschädigt. | 28967628 | BW   |
| 52° 26′ 51″ N, 9° 29′ 58″ O | Bordenau 4  | Durchmesser ca. 12 m und Höhe ca. 0,5 m.                              | 28967631 | BW   |

## Brase

### Brase 30
- ID:28968000
- Grabhügelfeld.

| Lage                        | Bezeichnung | Beschreibung                                                                                  | ID       | Bild |
| --------------------------- | ----------- | --------------------------------------------------------------------------------------------- | -------- | ---- |
| 52° 37′ 39″ N, 9° 33′ 52″ O | Brase 30    | Durchmesser ca. 10 m und Höhe ca. 0,5 m. Rund. Kuppe abgeflacht.                              | 28967991 | BW   |
| 52° 37′ 41″ N, 9° 33′ 51″ O | Brase 31    | Durchmesser ca. 12 m und Höhe ca. 0,6 m. Rund. Kuppe abgeflacht.                              | 28967995 | BW   |
| 52° 37′ 44″ N, 9° 33′ 51″ O | Brase 32    | Durchmesser ca. 8 m und Höhe ca. 0,4 m. Rund.                                                 | 28967997 | BW   |
| 52° 37′ 45″ N, 9° 33′ 50″ O | Brase 33    | Durchmesser ca. 15 m und Höhe ca. 0,6 m. Rund. Kuppe sehr abgeflacht und kaum noch erkennbar. | 28967998 | BW   |

## Dudensen
| Lage                        | Bezeichnung          | Beschreibung | ID       | Bild |
| --------------------------- | -------------------- | --- | -------- | ---- |
| 52° 35′ 14″ N, 9° 25′ 21″ O | Dudensen 6, Landwehr | Die ehemalige Länge betrug laut Eindruck im Mtbl. Nr. 1813, Ausgabe 1898 ca. 1 km. Danach begann die Landwehr im Süden etwa 100 m südl. einer hier O-W verlaufenden Landwehr (Gmkg. Dudensen, FStNr. 9) und endete im Norden an der Alpe-Niederung. Es sind zwei Teilstücke erhalten: Ein kurzes Stück von knapp 50 Länge, Wallbreite 7,5 m; Höhe bis 1,5 m. An beiden Seiten je ein Graben, Breite jeweils ca. 2 m; Tiefe 0,5 - 0,6 m. Das nördlich davon erhaltene Teilstück hat noch eine Länge von ca. 370 m. - Teilstück ID: 36637896 | 28950817 | BW   |

## Eilvese
| Lage                        | Bezeichnung           | Beschreibung | ID       | Bild |
| --------------------------- | --------------------- | --- | -------- | ---- |
| 52° 32′ 13″ N, 9° 23′ 23″ O | Eilvese 31, Grabhügel | Durchmesser ca. 19 m und Höhe ca. 0,9 m. In Dünengelände mit zahlreichen alten Sandentnahmestellen. | 38123418 | BW   |
| 52° 32′ 32″ N, 9° 22′ 27″ O | Eilvese 32, Grabhügel | Durchmesser ca. 20 m und Höhe ca. 0,8 m. im Zuge der Farbahnverbreiterung der B 6 zu etwa der Hälfte abgegraben. Über die abgegrabene Hälfte läuft ein befestigter Wirtschaftsweg. | 38123431 | BW   |
| 52° 33′ 13″ N, 9° 23′ 8″ O  | Eilvese 38, Umwallung | Der äußere Dm. ca. 48 × 38 m; Breite des äußeren umlaufenden Grabens ca. 1 m, Breite des Walles ca. 2 m. Grabentiefe bis 0,3 m, Wallhöhe bis ca. 0,5 m. Innere Anlage nicht in der Mitte, sondern am südlichen Rand der größeren Anlage. Grabenbreite hier bis 1 m, Tiefe ca. 0,3 m; Wallbreite bis 2 m, Höhe bis 0,4 m. | 48268461 | BW   |

### Eilvese 1
- ID:28968309
- Ursprünglich mindestens 22 Grabhügel, davon konnten 2009 noch 18 nachgewiesen werden. Dm. 10 – 22 m, H. 0,6 – 1,5 m. Zwei wurden 1950 durch Keunecke und Hoppe untersucht. Im Rahmen der Erweiterung der B 6 im Jahre 2006 wurde der Grabhügel FStNr. 1 untersucht. Dabei konnte eine frühbronzezeitliche Zentralbestattung mit bronzenem Kurzschwert, Bronzenadel, Feuerzeug und Flintpfeilspitzen im Block geborgen werden. Am südlichen Hügelrand konnte ein kopfständig deponiertes Gefäß der älteren vorrömischen Eisenzeit geborgen werden.

| Lage                        | Bezeichnung | Beschreibung | ID       | Bild |
| --------------------------- | ----------- | --- | -------- | ---- |
| 52° 32′ 24″ N, 9° 22′ 57″ O | Eilvese 2   | Durchmesser ca. 14 m und Höhe ca. 1,2 m.                                                                                                   | 28968196 | BW   |
| 52° 32′ 23″ N, 9° 22′ 56″ O | Eilvese 3   | Durchmesser ca. 21 m und Höhe ca. 1,4 m.                                                                                                   | 28968291 | BW   |
| 52° 32′ 23″ N, 9° 22′ 57″ O | Eilvese 4   | Durchmesser ca. 12 m und Höhe ca. 0,8 m.                                                                                                   | 28968295 | BW   |
| 52° 32′ 23″ N, 9° 22′ 55″ O | Eilvese 5   | Durchmesser ca. 10 m und Höhe ca. 0,9 m.                                                                                                   | 28968298 | BW   |
| 52° 32′ 21″ N, 9° 22′ 57″ O | Eilvese 6   | Durchmesser ca. 13,6 m und Höhe ca. 1,2 m.                                                                                                 | 28968300 | BW   |
| 52° 32′ 22″ N, 9° 22′ 57″ O | Eilvese 7   | Durchmesser ca. 11,4 m und Höhe ca. 0,8 m.                                                                                                 | 28968302 | BW   |
| 52° 32′ 22″ N, 9° 23′ 0″ O  | Eilvese 8   | Durchmesser ca. 18 m und Höhe ca. 0,6 m.                                                                                                   | 28968304 | BW   |
| 52° 32′ 21″ N, 9° 22′ 55″ O | Eilvese 9   | Durchmesser ca. 16,8 m und Höhe ca. 0,8 m. Aus einer illegalen Eingrabung im Zentrum konnte 1981 eine Urne mit Deckschale geborgen werden. | 28968305 | BW   |
| 52° 32′ 21″ N, 9° 22′ 56″ O | Eilvese 22  | Durchmesser ca. 12,6 m und Höhe ca. 0,75 m.                                                                                                | 38122123 | BW   |
| 52° 32′ 22″ N, 9° 22′ 55″ O | Eilvese 23  | Durchmesser ca. 14 m und Höhe ca. 0,75 m.                                                                                                  | 38122447 | BW   |
| 52° 32′ 21″ N, 9° 22′ 54″ O | Eilvese 24  | Durchmesser ca. 11,6 m und Höhe ca. 0,6 m. Kopfstich.                                                                                      | 38122460 | BW   |
| 52° 32′ 23″ N, 9° 23′ 1″ O  | Eilvese 25  | Durchmesser ca. 10 m und Höhe ca. 1 m. | 38122473 | BW   |
| 52° 32′ 20″ N, 9° 23′ 0″ O  | Eilvese 26  | Durchmesser ca. 17,8 m und Höhe ca. 0,8 m.                                                                                                 | 38122512 | BW   |
| 52° 32′ 20″ N, 9° 23′ 2″ O  | Eilvese 27  | Durchmesser ca. 15 m und Höhe ca. 0,8 m.                                                                                                   | 38122562 | BW   |
| 52° 32′ 20″ N, 9° 23′ 7″ O  | Eilvese 28  | Durchmesser ca. 22 m und Höhe ca. 1,5 m.                                                                                                   | 38122591 | BW   |
| 52° 32′ 19″ N, 9° 23′ 8″ O  | Eilvese 29  | Durchmesser ca. 19,6 m und Höhe ca. 0,8 m.                                                                                                 | 38122642 | BW   |
| 52° 32′ 18″ N, 9° 23′ 9″ O  | Eilvese 30  | Durchmesser ca. 22 m und Höhe ca. 1 m. | 38122670 | BW   |

### Eilvese 13
- ID:28989501
- 1935 wurden 10 – 11 Grabhügel gemeldet. Heute sind noch acht im Gelände erkennbar, Dm. 12 – 17 m; H. 0,5 – 1,2 m. In einem wurde 1935 eine Raubgrabung vorgenommen. Bei einer Begehung  fanden O. Uenze und Friedrichs in ausgeworfenem Sand noch zahlreiche Scherben, Leichenbrand und Beigefäße.

| Lage                        | Bezeichnung | Beschreibung                                                                                        | ID       | Bild |
| --------------------------- | ----------- | --------------------------------------------------------------------------------------------------- | -------- | ---- |
| 52° 33′ 18″ N, 9° 23′ 4″ O  | Eilvese 13  | Durchmesser ca. 17 m und Höhe ca. 1,2 m.                                                            | 28989503 | BW   |
| 52° 33′ 17″ N, 9° 23′ 4″ O  | Eilvese 14  | Durchmesser ca. 13 m und Höhe ca. 0,8 m. Tierbau im NW.                                             | 28989500 | BW   |
| 52° 33′ 15″ N, 9° 23′ 4″ O  | Eilvese 15  | Größe ca. 12 × 14 m und Höhe ca. 0,5 m.                                                             | 28989502 | BW   |
| 52° 33′ 15″ N, 9° 23′ 6″ O  | Eilvese 16  | Durchmesser ca. 14 m und Höhe ca. 1 m. Annähernd rund.                                              | 28989498 | BW   |
| 52° 33′ 16″ N, 9° 23′ 6″ O  | Eilvese 17  | Größe ca. 15 × 13 m und Höhe ca. 1 m.                                                               | 28989495 | BW   |
| 52° 33′ 15″ N, 9° 23′ 8″ O  | Eilvese 18  | Durchmesser ca. 14 m und Höhe ca. 1 m. Annähernd rund. Im Zentrum flache verwachsene Grabungsmulde. | 28989497 | BW   |
| 52° 33′ 16″ N, 9° 23′ 7″ O  | Eilvese 19  | Durchmesser ca. 14,5 m und Höhe ca. 1 m. Annähernd rund.                                            | 28989492 | BW   |
| 52° 33′ 17″ N, 9° 23′ 7″ O  | Eilvese 20  | Durchmesser ca. 12 m und Höhe ca. 0,6 m. Annähernd rund.                                            | 28989493 | BW   |
| 52° 33′ 18″ N, 9° 23′ 1″ O  | Eilvese 39  | Durchmesser ca. 20 m und Höhe ca. 0,7 m. Südhälfte abgegraben.                                      | 48303888 | BW   |
| 52° 33′ 19″ N, 9° 23′ 5″ O  | Eilvese 40  | Durchmesser ca. 10 m und Höhe ca. 0,3 m.                                                            | 48303905 | BW   |
| 52° 33′ 20″ N, 9° 23′ 8″ O  | Eilvese 41  | Durchmesser ca. 12 m und Höhe ca. 0,5 m.                                                            | 48303935 | BW   |
| 52° 33′ 20″ N, 9° 23′ 9″ O  | Eilvese 42  | Durchmesser ca. 12 m und Höhe ca. 0,4 m.                                                            | 48303950 | BW   |
| 52° 33′ 21″ N, 9° 23′ 11″ O | Eilvese 43  | Durchmesser ca. 9 m und Höhe ca. 0,5 m.                                                             | 48303971 | BW   |

## Empede
| Lage                        | Bezeichnung    | Beschreibung | ID       | Bild |
| --------------------------- | -------------- | --- | -------- | ---- |
| 52° 31′ 49″ N, 9° 26′ 44″ O | Empede 1, Burg | Rest eines Burgberges (Motte) mit noch gut erkennbaren Vorburg. Vom Burgberg selbst ist nur noch das Zentrum erhalten geblieben, Höhe noch etwa 2,5 m. Länge in N-S-Richtung ca. 30 m; Breite ca. 15 m. Der Rest ist als Füllboden für den Waldwegebau abgefahren worden. Im Gelände noch deutlich der Umfassungsgraben zu erkennen. Vorburg ebenfalls von Graben gesichert. Schwache Wälle und der Graben sind im Gelände noch deutlich zu erkennen. Es sind bisher keine historischen Quellen bekannt, die auf diese Anlage bezogen werden können. | 28966594 | BW   |

## Esperke
| Lage                       | Bezeichnung            | Beschreibung | ID       | Bild |
| -------------------------- | ---------------------- | --- | -------- | ---- |
| 52° 37′ 0″ N, 9° 37′ 20″ O | Esperke 19, Wallanlage | Sehr gut erhaltene, kleine geschlossene Wallanlage von ovaler Form. Größte Länge ca. 93 m; Br. ca. 50 m; Wallbreite bis 5 m; Wallhöhe bis 0,6 m; außen vorgelagerter Graben: Breite ca. 5 m; Tiefe bis 1,0 m. Wälle und Graben haben einen gerundeten Querschnitt, die Innenfläche ist eben. Mit großer Wahrscheinlichkeit eine bäuerliche Fluchtanlage aus dem Dreißigjährigen Krieg. Auf der Kurhannoverschen Landesaufnahme von 1771 verzeichnet. | 28968963 | BW   |

## Hagen
| Lage                        | Bezeichnung        | Beschreibung | ID       | Bild |
| --------------------------- | ------------------ | --- | -------- | ---- |
| 52° 35′ 1″ N, 9° 25′ 48″ O  | Hagen 1, Grabhügel | Durchmesser ca. 15 m und Höhe ca. 0,8 m. Mitte muldenförmig eingesenkt. Bei Versuchsgrabung 1957 1 Urne (weit-mundige Terrine) mit Beigefäß und Leichenbrand aus der frühen vorrömischen Eisenzeit geborgen. | 28968239 | BW   |
| 52° 34′ 39″ N, 9° 26′ 29″ O | Hagen 2, Grabhügel | Durchmesser ca. 18 m und Höhe ca. 0,6 m, alter Kopfstich, 2,50 × 1 m. Panzerfahrspuren. | 28968241 | BW   |

## Helstorf
| Lage                        | Bezeichnung            | Beschreibung | ID       | Bild |
| --------------------------- | ---------------------- | --- | -------- | ---- |
| 52° 34′ 32″ N, 9° 35′ 28″ O | Helstorf 12, Grabhügel | Durchmesser ca. 16 m und Höhe ca. 1,3 m. Kuppe abgeflacht, im ostwärtigen Drittel der Kuppe ein alter Kopfstich, Dm. ca. 4 m. Tiefe ca. 0,5 m. | 28968413 | BW   |

### Helstorf 1
- ID:28968288
- 11 Grabhügel mit Dm. von ca. 8 – 15 m und einer H. von ca. 0,25 – 1,1 m. 1938 wurde aus einem der Hügel Keramik (vom Nienburger Typ, Harpstedter Rauhtöpfe, Schalen) geborgen, die von Kaninchen herausgewühlt worden war. Möglicherweise stammen auch die beiden bei Müller-Reimers (1893, 34) angegebenen Urnen (eine davon mit einem Beigefäß, die andere mit einer am Kopfende gekerbten Bronzenadel), von diesem Grabhügelfeld.

| Lage                        | Bezeichnung | Beschreibung                                                                          | ID       | Bild |
| --------------------------- | ----------- | ------------------------------------------------------------------------------------- | -------- | ---- |
| 52° 34′ 51″ N, 9° 36′ 2″ O  | Helstorf 1  | Durchmesser ca. 14 m und Höhe ca. 0,6 m. Am Rande durch Abgrabungen gestört.          | 28968276 | BW   |
| 52° 34′ 51″ N, 9° 35′ 59″ O | Helstorf 2  | Durchmesser ca. 15 m und Höhe ca. 1,1 m. Durch Eingrabungen gestört. Viele Tiergänge. | 28968275 | BW   |
| 52° 34′ 50″ N, 9° 36′ 0″ O  | Helstorf 3  | Durchmesser ca. 10 m und Höhe ca. 0,3 m. Am Rande eine Eingrabung.                    | 28968279 | BW   |
| 52° 34′ 50″ N, 9° 35′ 59″ O | Helstorf 4  | Durchmesser ca. 10 m und Höhe ca. 1 m. In der Mitte zwei tiefe Eingrabungen.          | 28968281 | BW   |
| 52° 34′ 51″ N, 9° 35′ 57″ O | Helstorf 5  | Durchmesser ca. 10 m und Höhe ca. 1 m.                                                | 28968282 | BW   |
| 52° 34′ 50″ N, 9° 35′ 57″ O | Helstorf 6  | Durchmesser ca. 10 m und Höhe ca. 0,3 m. Windbruch abgelagert.                        | 28968283 | BW   |
| 52° 34′ 51″ N, 9° 35′ 56″ O | Helstorf 7  | Durchmesser ca. 13 m und Höhe ca. 0,6 m.                                              | 28968284 | BW   |
| 52° 34′ 50″ N, 9° 35′ 57″ O | Helstorf 8  | Durchmesser ca. 10 m und Höhe ca. 0,3 m.                                              | 28968285 | BW   |
| 52° 34′ 50″ N, 9° 35′ 56″ O | Helstorf 9  | Durchmesser ca. 11 m und Höhe ca. 0,5 m.                                              | 28968286 | BW   |
| 52° 34′ 50″ N, 9° 35′ 55″ O | Helstorf 10 | Durchmesser ca. 10 m und Höhe ca. 0,45 m.                                             | 28968280 | BW   |
| 52° 34′ 52″ N, 9° 35′ 57″ O | Helstorf 11 | Durchmesser ca. 8 m und Höhe ca. 0,4 m.                                               | 28968287 | BW   |

## Laderholz
| Lage                        | Bezeichnung            | Beschreibung                                             | ID       | Bild |
| --------------------------- | ---------------------- | -------------------------------------------------------- | -------- | ---- |
| 52° 38′ 13″ N, 9° 27′ 56″ O | Laderholz 7, Grabhügel | Durchmesser ca. 18 m und Höhe ca. 0,8 m, Annähernd rund. | 33798597 | BW   |

## Lutter
| Lage                      | Bezeichnung         | Beschreibung                                                                            | ID       | Bild |
| ------------------------- | ------------------- | --------------------------------------------------------------------------------------- | -------- | ---- |
| 52° 36′ 7″ N, 9° 31′ 6″ O | Lutter 1, Grabhügel | Durchmesser ca. 12 m und Höhe ca. 1,2 m, rund. Gleichmäßig gewölbt. Sehr gut erhalten.  | 28968173 | BW   |
| 52° 36′ 7″ N, 9° 31′ 1″ O | Lutter 4, Grabhügel | Durchmesser ca. 9 m und Höhe ca. 0,4 m, rund. Östl. Hügelfuß von Rodungswall überzogen. | 28968073 | BW   |

## Luttmersen
| Lage                        | Bezeichnung              | Beschreibung                                                                                            | ID       | Bild |
| --------------------------- | ------------------------ | --- | -------- | ---- |
| 52° 33′ 59″ N, 9° 34′ 30″ O | Luttmersen 11, Grabhügel | Durchmesser ca. 16 m und Höhe ca. 0,8 m, Annähernd rund. Im Zentrum alte, fast verwachsene Kuppenmulde. | 28969811 | BW   |
| 52° 33′ 58″ N, 9° 34′ 30″ O | Luttmersen 12, Grabhügel | Durchmesser ca. 10 m und Höhe ca. 0,6 m, Ehemals annähernd rund. Im SW von Forstweg angeschnitten.      | 28969813 | BW   |

## Neustadt
| Lage                        | Bezeichnung                              | Beschreibung | ID       | Bild           |
| --------------------------- | ---------------------------------------- | --- | -------- | -------------- |
| 52° 30′ 26″ N, 9° 27′ 33″ O | Neustadt a. Rbge. 2, Bastion             | Der Erichsberg ist die obertägig erhaltene nordwestliche Bastion der Neustädter Stadtbefestigung, die bis auf weitere Reste im Bereich des Schlosses obertägig abgetragen wurde. Erhebt sich heute noch etwa 7,5 m über das umliegende Niveau. An ihren Flanken sind Mauerreste freigelegt und konservatorisch gesichert. Im Bereich des Erichsberges wurden 1986 und 1987 umfangreiche Ausgrabungen durchgeführt, die wichtige Erkenntnisse auch zu den älteren Phasen der Stadtbefestigung erbracht haben. Die Bastion geht auf den letzten Ausbau der Neustädter Stadtbefestigung, die ab 1573 unter Herzog Erich II. begonnen wurde, zurück. | 28968246 |                |
| 52° 29′ 11″ N, 9° 28′ 21″ O | Neustadt a. Rbge. 11, Lüningsburg        | Kreisförmige Umwallung von 135 m Dm. auf einem Terrassenvorsprung westl. der Leineaue gelegen. Wallhöhe: 2 m, 1,4 ha Innenraum. Gräben im Gelände nicht mehr sichtbar, jedoch im Luftbild gut zu erkennen. Im Norden sind Teile des Walles durch Erosion verloren gegangen. Ausgrabungen 1934 (Uenze), 1975 (Linke/Peters), 1981 und 1982 (Heine) erbrachten folgende Ergebnisse: Mehrperiodige Holz-Erde-Befestigung mit bis zu 3 vorgelegten Sohlgräben. Zwei Tore im NW und S wurden nachgewiesen. Spärliche Bebauung im Inneren: ein Pfostenbau im NW festgestellt. | 28968354 | Weitere Bilder |
| 52° 30′ 7″ N, 9° 27′ 47″ O  | Neustadt a. Rbge. 23, Schloß Landestrost | Das heutige Aussehen der Anlage geht im Wesentlichen auf den Ausbau der Burg zur Festung Landestrost unter Herzog Erich II, welcher 1573 begonnen wurde, zurück. Bei umfangreichen Restaurierungsarbeiten insbesondere am und im Hauptgebäude, die von 1986 bis 1991 durchgeführt wurden, stieß man 1987 und 1988 auf Reste u. a. vom Nordturm und Südflügel des abgebrannten Vorgängerbaus. 1990 wurden beim Bau einer Regenwasserleitung vor dem Mittelportal des Ostflügels des Schlosses ebenfalls Teile eines Vorgängerbaus in Form eines Schwellbalkenbaus freigelegt. Das heutige Schloß befindet sich auf einer überwiegend aus Schutt- und Kulturschichten bestehenden Anhöhe, die nach allen Seiten von einer 6 – 8 m hohen Mauer aus Steinen eingefasst ist. | 28968862 | Weitere Bilder |

## Nöpke

### Nöpke 1
- ID:28967480
- Grabhügelfeld.

| Lage                        | Bezeichnung | Beschreibung | ID       | Bild |
| --------------------------- | ----------- | --- | -------- | ---- |
| 52° 35′ 49″ N, 9° 21′ 9″ O  | Nöpke 1     | Durchmesser ca. 13 m und Höhe ca. 1 m, gut gewölbt. Alter, zugewachsener Kopfstich und Tierbau.                           | 28969216 | BW   |
| 52° 35′ 50″ N, 9° 21′ 8″ O  | Nöpke 2     | Durchmesser ca. 11 m und Höhe ca. 0,9 m. Kleiner, alter Kopfstich, kaum noch erkennbar. Pflugspuren.                      | 28969218 | BW   |
| 52° 35′ 49″ N, 9° 21′ 10″ O | Nöpke 3     | Durchmesser ca. 8 m und Höhe ca. 0,6 m. Kuppe stark verflacht.                                                            | 28969219 | BW   |
| 52° 35′ 49″ N, 9° 21′ 9″ O  | Nöpke 4     | Durchmesser ca. 9 m und Höhe ca. 0,5 m. Kuppe abgeflacht.                                                                 | 28969217 | BW   |
| 52° 35′ 49″ N, 9° 21′ 8″ O  | Nöpke 5     | Durchmesser ca. 8 m und Höhe ca. 0,5 m. Kuppe abgeflacht.                                                                 | 28969221 | BW   |
| 52° 35′ 48″ N, 9° 21′ 8″ O  | Nöpke 6     | Durchmesser ca. 14 m und Höhe ca. 1 m. Unförmig durch Abgrabungen.                                                        | 28969222 | BW   |
| 52° 35′ 48″ N, 9° 21′ 9″ O  | Nöpke 7     | Durchmesser ca. 12 m und Höhe ca. 1 m. Halbkreisförmiger Hügelrest, Tierbaue.                                             | 28967479 | BW   |
| 52° 35′ 48″ N, 9° 21′ 9″ O  | Nöpke 8     | Durchmesser ca. 10 m und Höhe ca. 0,8 m. Alter Kopfstich.                                                                 | 28967478 | BW   |
| 52° 35′ 48″ N, 9° 21′ 12″ O | Nöpke 9     | Durchmesser ca. 14 m und Höhe ca. 1 m. In W durch Weg angeschnitten; westl. der Mitte und am O-Rand größere Eingrabungen. | 28967481 | BW   |
| 52° 35′ 48″ N, 9° 21′ 7″ O  | Nöpke 10    | Durchmesser ca. 11 m und Höhe ca. 0,7 m, im N von Weg angeschnitten.                                                      | 28950809 | BW   |

### Nöpke 11
- ID:28967480
- 20 Grabhügel, alle erhalten, Dm. 8 – 23 m, H. 0,5 – 1,3 m. Funde seit 1888. In den 1930er Jahren sollen „Urnen und Steinwerkzeuge“ in den Grabhügeln gefunden worden sein. Außerdem ein viereckiger Schleifstein. Von der Abbruchkante südlich des Grabhügelfeldes stammt Keramik.

| Lage                        | Bezeichnung | Beschreibung | ID       | Bild |
| --------------------------- | ----------- | --- | -------- | ---- |
| 52° 36′ 9″ N, 9° 23′ 9″ O   | Nöpke 11    | Durchmesser ca. 14 m und Höhe ca. 1,3 m, alter Tierbau.                                                                                         | 28967487 | BW   |
| 52° 36′ 9″ N, 9° 23′ 12″ O  | Nöpke 12    | Durchmesser ca. 15 m und Höhe ca. 1,6 m, mit altem Kopfstich.                                                                                   | 28967493 | BW   |
| 52° 36′ 10″ N, 9° 23′ 8″ O  | Nöpke 13    | Durchmesser ca. 8 m und Höhe ca. 0,6 m. Durch Wegeabrundung gestört.                                                                            | 28967496 | BW   |
| 52° 36′ 10″ N, 9° 23′ 9″ O  | Nöpke 14    | Durchmesser ca. 16 m und Höhe ca. 1,2 m, alte Störung, von W und S Abgrabungen.                                                                 | 28967498 | BW   |
| 52° 36′ 12″ N, 9° 23′ 8″ O  | Nöpke 15    | Durchmesser ca. 8 m und Höhe ca. 0,5 m, kleinere Eingrabungen.                                                                                  | 28967497 | BW   |
| 52° 36′ 12″ N, 9° 23′ 9″ O  | Nöpke 16    | Durchmesser ca. 8 m und Höhe ca. 0,5 m. | 28967492 | BW   |
| 52° 36′ 13″ N, 9° 23′ 10″ O | Nöpke 17    | Durchmesser ca. 12 m und Höhe ca. 1,1 m. Ungestört und hoch gewölbt.                                                                            | 28967494 | BW   |
| 52° 36′ 12″ N, 9° 23′ 11″ O | Nöpke 18    | Durchmesser ca. 8 m und Höhe ca. 0,7 m. Ungestört, entlang des S-Randes ein Rodungswall.                                                        | 28967499 | BW   |
| 52° 36′ 14″ N, 9° 23′ 10″ O | Nöpke 19    | Durchmesser ca. 10 m und Höhe ca. 0,7 m. Am W-Rand von Weg leicht angeschnitten, kleinere Eingrabungen.                                         | 28967501 | BW   |
| 52° 36′ 4″ N, 9° 23′ 3″ O   | Nöpke 20    | Durchmesser ca. 9 m und Höhe ca. 1 m. | 28967495 | BW   |
| 52° 36′ 4″ N, 9° 23′ 4″ O   | Nöpke 21    | Durchmesser ca. 15 m und Höhe ca. 1,2 m. | 28967503 | BW   |
| 52° 36′ 5″ N, 9° 23′ 5″ O   | Nöpke 22    | Durchmesser ca. 15 m und Höhe ca. 0,6 m. Stark gestört.                                                                                         | 28967500 | BW   |
| 52° 36′ 6″ N, 9° 23′ 5″ O   | Nöpke 23    | Durchmesser ca. 14 m und Höhe ca. 0,6 m. Stark gestört.                                                                                         | 28967506 | BW   |
| 52° 36′ 6″ N, 9° 23′ 8″ O   | Nöpke 24    | Durchmesser ca. 16 m und Höhe ca. 1,2 m. Oberfläche durch Abschieben leicht gestört; über den S-Rand verläuft eine frisch geschlagene Schneise. | 28967603 | BW   |
| 52° 36′ 6″ N, 9° 23′ 12″ O  | Nöpke 25    | Durchmesser ca. 12 m und Höhe ca. 0,5 m. Alter Kopfstich.                                                                                       | 28967602 | BW   |
| 52° 36′ 8″ N, 9° 23′ 7″ O   | Nöpke 26    | Durchmesser ca. 23 m und Höhe ca. 1,2 m, entlang des S-Randes ein Rodungswall.                                                                  | 28967607 | BW   |
| 52° 36′ 7″ N, 9° 23′ 9″ O   | Nöpke 27    | Durchmesser ca. 14 m und Höhe ca. 1,2 m, durch Eingrabungen und Auftragungen unförmig. Über den S-Rand verläuft ein Rodungswall.                | 28967605 | BW   |
| 52° 36′ 9″ N, 9° 23′ 7″ O   | Nöpke 28    | Durchmesser ca. 15 m und Höhe ca. 1 m. Durch Straßenbau zu ca. 50 % zerstört, Oberfläche unregelmäßig.                                          | 28967611 | BW   |
| 52° 36′ 8″ N, 9° 23′ 9″ O   | Nöpke 29    | | 28967612 | BW   |
| 52° 36′ 4″ N, 9° 23′ 6″ O   | Nöpke 42    | Durchmesser ca. 14 m und Höhe ca. 0,8 m. Nach N flach auslaufend. Über den S-Rand verläuft ein Fußpfad.                                         | 28980129 | BW   |

### Nöpke 30
- ID:28989379
- Grabhügelfeld.

| Lage                        | Bezeichnung | Beschreibung | ID       | Bild |
| --------------------------- | ----------- | --- | -------- | ---- |
| 52° 35′ 52″ N, 9° 22′ 9″ O  | Nöpke 30    | Durchmesser ca. 12 m und Höhe ca. 1 m. Einige alte Eingrabungen.                                                         | 28989008 | BW   |
| 52° 35′ 51″ N, 9° 22′ 9″ O  | Nöpke 31    | Durchmesser ca. 10 m und Höhe ca. 0,9 m. Im Zentrum eine größere Eingrabung sowie weitere alte Eingrabungen.             | 28989009 | BW   |
| 52° 35′ 52″ N, 9° 22′ 11″ O | Nöpke 43    | Durchmesser ca. 12 m und Höhe ca. 0,9 m. Rand abgesetzt. Von W nach O ein Graben, Br. ca. 1,5 m, T. bis Kuppe ca. 0,5 m. | 28989376 | BW   |

### Nöpke 37
- ID:28969030
- Grabhügelfeld.

| Lage                        | Bezeichnung | Beschreibung | ID       | Bild |
| --------------------------- | ----------- | --- | -------- | ---- |
| 52° 35′ 44″ N, 9° 20′ 58″ O | Nöpke 37    | Durchmesser ca. 18 m und Höhe ca. 1 m. Oberfläche uneben.                                                                                      | 28967620 | BW   |
| 52° 35′ 44″ N, 9° 21′ 0″ O  | Nöpke 38    | Durchmesser ca. 16 m und Höhe ca. 1 m. Oberfläche uneben, durch zahlreiche Dachsbauten sehr zerwühlt, mehrere faustgroße Steine herausgewühlt. | 28969014 | BW   |
| 52° 35′ 45″ N, 9° 21′ 1″ O  | Nöpke 39    | Durchmesser ca. 18 m und Höhe ca. 1 m. Oberfläche uneben.                                                                                      | 28969023 | BW   |
| 52° 35′ 44″ N, 9° 21′ 1″ O  | Nöpke 40    | Durchmesser ca. 14 m und Höhe ca. 0,8 m. Oberfläche durch zahlreiche Dachsbauten stark zerwühlt und uneben.                                    | 28969029 | BW   |

## Schneeren

### Schneeren 1
- ID:28969090
- 16 Grabhügel mit einem Dm. von ca. 7 – 18 m und einer H. von 0,40 – 1,20 m. Möglicherweise stammen aus diesen Hügeln die „vielen Urnen“, die um 1830 auf Veranlassung des Fürsten von Bückeburg ausgegraben wurden. Eine „Bronzenadel mit einfachem Kopfe“ wurde vermutlich ebenfalls hier gefunden.

| Lage                        | Bezeichnung  | Beschreibung                                                                                           | ID       | Bild |
| --------------------------- | ------------ | --- | -------- | ---- |
| 52° 31′ 0″ N, 9° 16′ 31″ O  | Schneeren 1  | Durchmesser ca. 18 m und Höhe ca. 0,9 m. Kuppe stark verflacht.                                        | 28969070 | BW   |
| 52° 31′ 1″ N, 9° 16′ 30″ O  | Schneeren 2  | Durchmesser ca. 14 m und Höhe ca. 1 m. Kuppe stark verflacht.                                          | 28969071 | BW   |
| 52° 31′ 1″ N, 9° 16′ 32″ O  | Schneeren 3  | Durchmesser ca. 12 m und Höhe ca. 0,8 m. Kuppe stark verflacht.                                        | 28969073 | BW   |
| 52° 31′ 3″ N, 9° 16′ 30″ O  | Schneeren 4  | Durchmesser ca. 12 m und Höhe ca. 0,6 m. Randlich gestört.                                             | 28969074 | BW   |
| 52° 31′ 3″ N, 9° 16′ 28″ O  | Schneeren 5  | Durchmesser ca. 12 m und Höhe ca. 0,7 m. Kuppe verflacht.                                              | 28969075 | BW   |
| 52° 30′ 59″ N, 9° 16′ 41″ O | Schneeren 6  | Durchmesser ca. 7 m und Höhe ca. 0,6 m. Tw. durch Erdwall verschüttet (Abraum von der Neuaufforstung). | 28969072 | BW   |
| 52° 31′ 2″ N, 9° 16′ 42″ O  | Schneeren 7  | Durchmesser ca. 15 m und Höhe ca. 1 m.                                                                 | 28969076 | BW   |
| 52° 31′ 2″ N, 9° 16′ 40″ O  | Schneeren 8  | Durchmesser ca. 10 m und Höhe ca. 1 m. Am Rand treten einige Steine aus.                               | 28969078 | BW   |
| 52° 31′ 1″ N, 9° 16′ 40″ O  | Schneeren 9  | Durchmesser ca. 8 m und Höhe ca. 0,4 m.                                                                | 28969080 | BW   |
| 52° 31′ 1″ N, 9° 16′ 38″ O  | Schneeren 10 | | 28969079 | BW   |
| 52° 31′ 2″ N, 9° 16′ 37″ O  | Schneeren 11 | Durchmesser ca. 16 m und Höhe ca. 0,7 m. In der Mitte ein alter zugewachsener Kopfstich.               | 28969082 | BW   |
| 52° 31′ 2″ N, 9° 16′ 36″ O  | Schneeren 12 | Durchmesser ca. 10 m und Höhe ca. 0,9 m.                                                               | 28969081 | BW   |
| 52° 31′ 3″ N, 9° 16′ 35″ O  | Schneeren 13 | Durchmesser ca. 10 m und Höhe ca. 0,6 m. Kuppe verflacht.                                              | 28969085 | BW   |
| 52° 31′ 3″ N, 9° 16′ 41″ O  | Schneeren 14 | Durchmesser ca. 7 m und Höhe ca. 0,7 m. Pflugspuren.                                                   | 28969086 | BW   |
| 52° 31′ 1″ N, 9° 16′ 47″ O  | Schneeren 15 | Durchmesser ca. 13 m und Höhe ca. 0,8 m.                                                               | 28969077 | BW   |
| 52° 31′ 1″ N, 9° 16′ 45″ O  | Schneeren 16 | Durchmesser ca. 10 m und Höhe ca. 1,2 m.                                                               | 28969087 | BW   |

## Stöckendrebber
| Lage                        | Bezeichnung                  | Beschreibung | ID       | Bild |
| --------------------------- | ---------------------------- | --- | -------- | ---- |
| 52° 40′ 19″ N, 9° 34′ 54″ O | Stöckendrebber 1, Wallanlage | Kleine Wallanlage mit ca. 60 m Durchmesser. Form oval mit geradem Abschluss im Süden. Von Grabensohle bis Oberkante Wall beträgt der Höhenunterschied ca. 1,5 m. Möglicherweise eine kleine bäuerliche Fluchtburg der frühen Neuzeit, vielleicht aber auch ein Immenzaun o.Ä. | 28968855 | BW   |

## Welze
| Lage                        | Bezeichnung         | Beschreibung | ID       | Bild |
| --------------------------- | ------------------- | --- | -------- | ---- |
| 52° 35′ 24″ N, 9° 31′ 29″ O | Welze 2, Grabhügel  | | 28967653 | BW   |
| 52° 36′ 1″ N, 9° 31′ 13″ O  | Welze 6, Grabhügel  | Durchmesser ca. 15 m und Höhe ca. 1,6 m. Hervorragend erhalten, Kuppe etwas abgeflacht. Einziger erhaltener einer Gruppe von ehemals 4 Hügeln.                             | 28967663 | BW   |
| 52° 36′ 3″ N, 9° 31′ 30″ O  | Welze 10, Grabhügel | Durchmesser ca. 12 m und Höhe ca. 0,8 m. Rund. Rand gut abgesetzt. | 28967898 | BW   |
| 52° 36′ 3″ N, 9° 31′ 28″ O  | Welze 11, Grabhügel | Durchmesser ca. 14 m und Höhe ca. 0,9 m. Rund. Eine Probegrabung durch Dr. Cosacker brachte den Rest einer doppelkonischen Urne mit Leichenbrand, wohl aus Nachbestattung. | 28967901 | BW   |
| 52° 36′ 3″ N, 9° 31′ 27″ O  | Welze 12, Grabhügel | Durchmesser ca. 13 m und Höhe ca. 0,5 m. Rund. | 28967897 | BW   |
| 52° 36′ 2″ N, 9° 31′ 28″ O  | Welze 13, Grabhügel | Durchmesser ca. 10 m und Höhe ca. 0,8 m. Rundoval. Rand abgesetzt. | 28967908 | BW   |

## Wulfelade
| Lage                        | Bezeichnung            | Beschreibung | ID       | Bild |
| --------------------------- | ---------------------- | --- | -------- | ---- |
| 52° 34′ 37″ N, 9° 30′ 14″ O | Wulfelade 6, Grabhügel | Durchmesser ca. 15 m und Höhe ca. 0,6 m. Großer alter Kopfstich. Eine Seite durch Sandstich etwas zerstört. In den 1930er Jahren Reste von Urnenbestattungen gefunden. Vermutlich Nachbestattungen der vorrömischen Eisenzeit. | 28927840 | BW   |
| 52° 35′ 1″ N, 9° 28′ 38″ O  | Wulfelade 8, Grabhügel | | 28927852 | BW   |

### Wulfelade 14
- ID:28927844
- Grabhügelfeld.

| Lage                        | Bezeichnung  | Beschreibung | ID       | Bild |
| --------------------------- | ------------ | --- | -------- | ---- |
| 52° 34′ 52″ N, 9° 27′ 30″ O | Wulfelade 14 | Durchmesser ca. 18 m und Höhe ca. 0,5 m. Flache, verwaschene Form, alte Tiergänge.                                       | 28971238 | BW   |
| 52° 34′ 52″ N, 9° 27′ 27″ O | Wulfelade 15 | Durchmesser ehemals ca. 15 m, jetzt durch große Eingrabung von Osten bis in zentralen Bereich nur ca. 6 m. H. ca. 0,6 m. | 28971237 | BW   |
| 52° 34′ 51″ N, 9° 27′ 27″ O | Wulfelade 16 | Durchmesser ca. 10 m und Höhe ca. 0,6 m. In Mitte alte, verwaschene Einsenkung.                                          | 28971232 | BW   |
| 52° 34′ 50″ N, 9° 27′ 27″ O | Wulfelade 17 | Durchmesser ca. 13 m und Höhe ca. 0,7 m.                                                                                 | 28977630 | BW   |